# Jens Lurås Oftebro
Jens Lurås Oftebro (21 juli 2000) is een Noorse noordse combinatieskiër. Hij is de jongere broer van noordse combinatieskiër Einar Lurås Oftebro.

## Carrière
Bij zijn wereldbekerdebuut, in maart 2018 in Oslo, scoorde Oftebro direct wereldbekerpunten. In maart 2019 behaalde de Noor in Oslo zijn eerste toptienklassering in een wereldbekerwedstrijd. In november 2019 stond hij in Kuusamo voor de eerste maal in zijn carrière op het podium van een wereldbekerwedstrijd. Op 29 november 2020 boekte Oftebro in Kuusamo zijn eerste wereldbekerzege.

## Resultaten

### Wereldbeker
Eindklasseringen
| Seizoen   | Plaats |
| --------- | ------ |
| 2017/2018 | 63e    |
| 2018/2019 | 40e    |
| 2019/2020 | 4e     |

Wereldbekerzeges
| Datum            | Plaats  | Onderdeel       |
| ---------------- | ------- | --------------- |
| 29 november 2020 | Kuusamo | 10 km Gundersen |